# Maxim Van Gils
Maxim Van Gils (Brasschaat, 25 de noviembre de 1999) es un ciclista profesional belga que compite con el equipo Red Bull-BORA-hansgrohe.

## Trayectoria
El 3 de octubre de 2020 el Lotto Soudal anunció su salto al profesionalismo con ellos en 2021 tras varios años en sus equipos de desarrollo. En su primera temporada en la élite participó en una Gran Vuelta al tomar la salida de la Vuelta a España.
Empezó su segundo año de profesional consiguiendo su primera victoria en la cuarta etapa del Tour de Arabia Saudita, así como la clasificación general al día siguiente. Su siguiente victoria llegó en la Vuelta a Andalucía 2024, donde se impuso en una contrarreloj que acabaría siendo la única etapa que pudo celebrarse de esa edición. En el inicio de esa campaña también finalizó tercero en la Strade Bianche y séptimo en la Milán-San Remo, además de lograr su primer triunfo en una prueba del UCI WorldTour al imponerse al esprint en el Gran Premio de Fráncfort. En marzo había renovado su contrato hasta 2026, pero a final de año ambas partes llegaron a un acuerdo para su desvinculación y fichó por el Red Bull-BORA-hansgrohe.
Su primera victoria con su nuevo equipo fue en la Vuelta a Andalucía 2025, donde superó en la primera etapa a Tim Wellens.

## Palmarés
2022
- Tour de Arabia Saudita, más 1 etapa

2024
- 1 etapa de la Vuelta a Andalucía
- Gran Premio de Fráncfort
- G. P. Kanton Aargau

2025
- 1 etapa de la Vuelta a Andalucía
- 1 etapa del Tour de Noruega

## Resultados en Grandes Vueltas y Campeonatos del Mundo
| Carrera         | Carrera         | 2021 | 2022 | 2023 | 2024 | 2025 |
| --------------- | --------------- | ---- | ---- | ---- | ---- | ---- |
|                 | Giro de Italia  | —    | —    | —    | —    | —    |
|                 | Tour de Francia | —    | —    | 59.º | Ab.  | —    |
|                 | Vuelta a España | 88.º | Ab.  | —    | —    | —    |
| Mundial en Ruta | Mundial en Ruta | —    | —    | —    | 51.º | —    |

—: no participa
Ab.: abandono

## Equipos
- Lotto (2021-2024)
  - Lotto Soudal (2021-2022)
  - Lotto Dstny (2023-2024)
- Red Bull-BORA-hansgrohe (2025-)